# Публий Дазумий Рустик
Пу́блий Дазу́мий Ру́стик (лат. Publius Dasumius Rusticus; умер после 119 года, Римская империя) — древнеримский политический деятель из неименитого плебейского рода, разделивший вместе с императором Адрианом консулат в 119 году.

## Биография
Благодаря одной надписи известно, что родным отцом Публия Дазумия являлся проконсул Македонии Публий Туллий Варрон, а старшим братом — консул-суффект 127 года, унаследовавший преномен отца. Приёмным отцом Рустика, предположительно, был консул-суффект около 93 года Луций Дазумий Адриан. 
В современной историографии считается, что именно Публий Дазумий Рустик был автором так называемого «Завещания Дазумия», где в числе прочих сонаследников перечислены Корнелий Тацит и Плиний Младший, имена которых в завещании стоят рядом друг с другом и получившим его наследство поровну.
Мало что известно о его политической карьере. Впрочем, Рустик, по всей видимости, имел существенное влияние и хорошие связи в правящей элите: это, в частности, подтверждается тем, что в 119 году он занимал должность ординарного консула вместе с императором Адрианом. Кроме того, Публий Дазумий являлся также инициатором постановления сената «Senatus consultum Dasumianum de fidei commissariis libertatibus». 
Его сыном был консул-суффект 152 года Луций Дазумий Туллий Туск.